# Stefan Solèr
Stefan Solèr, né le 31 décembre 1944, est un coureur de fond suisse spécialisé en course en montagne. Il a remporté quatre fois la Coupe internationale de la montagne et a gagné Sierre-Zinal en 1978.

## Biographie
Peu sportif durant sa jeunesse, Stefan commence la course à pied à l'âge de 27 ans. Après avoir commencé par la course de fond sur piste et la course sur route, il s'essaie à la course en montagne, trouvant cette discipline plus variée et plus intéressante.
Il se révèle en 1976. Le 27 juin, il remporte sa première victoire en Coupe internationale de la montagne (CIME) en s'imposant à l'ascension du Monte Faudo. Le 8 août, il crée la sensation à Sierre-Zinal en récupérant la tête de course après la rapide défaillance d'Edi Hauser. Passant le premier à Chandolin avec une minute d'avance sur ses adversaires, il n'arrive pas à tenir son rythme soutenu et termine à une décevante 82e place,. Il enchaîne avec de bons résultats en s'imposant notamment à Genève-Le Salève. Terminant la saison avec quatre victoires sur huit départs, il décroche la troisième place du classement de la CIME.
Il confirme ses performances dans la discipline en dominant la saison 1977 de la CIME. Il aligne les victoires et abaisse notamment les records des courses de Cressier-Chaumont, de l'ascension du Monte Faudo, de Salvan-Émaney et du Trophée des Dents de Morcles. À Sierre-Zinal, il tente de réaliser une meilleure course que l'année précédente. Voyant l'Américain Chuck Smead partir sur un rythme soutenu, il tente de le suivre mais finit par craquer à mi-parcours. Il termine péniblement à la 65e place. Il conclut la saison comme il l'avait commencé et bat également le record du parcours à Charmey-Vounetz. Il remporte son premier titre de la CIME avec une confortable avance sur l'Allemand de l'Ouest Clemens Schneider-Strittmatter.
Fort de son titre, il assume sa position de favori et domine à nouveau la saison 1978. Il établit de nouveaux records à la course du Saut du Doubs et à l'ascension du Monte Faudo. À la suite de ses deux résultats décevants, il ne fait plus partie des favoris à Sierre-Zinal. Libéré de cette pression, Stefan prend le départ sur un rythme tranquille. Alors que l'Américain Chuck Smead fonce en tête, Stefan remonte petit à petit le peloton. À Ponchette, il pointe en deuxième position puis finit par doubler Chuck et remporte la victoire. Poursuivant sur sa lancée, il s'assure de son deuxième titre en remportant la course Annecy-Semnoz à cinq courses de la fin de saison.
Après s'être essayé au marathon en remportant celui de Vendée à Saint-André-Treize-Voies en 1978, il diversifie ses activités et s'essaie avec succès à la course militaire en 1979. Il s'impose dès sa première apparition à la course du Toggenburg en battant le détenteur du titre Urs Heim. Le 1er juillet, il remporte l'édition inaugurale du cross du Mont-Blanc en battant le Français Sylvain Cacciatore. Il décroche son troisième titre d'affilée de champion de la CIME au terme d'une saison serrée avec son compatriote Colombo Tramonti.
Il connaît une saison 1980 plus compliquée voyant dans un premier temps le Suisse Daniel Oppliger s'emparer du classement général. L'Italien Claudio Simi s'affirme ensuite comme le meilleur prétendant au titre et confirme en remportant le titre tandis que Stefan se classe troisième. Le 24 août, il décroche une nouvelle victoire de prestige en remportant la course de montagne du Kitzbüheler Horn devant l'Allemand Hans-Jürgen Eichberger et Daniel Oppliger.
En l'absence de Claudio Simi, Stefan se retrouve à la luttre avec Daniel Oppliger lors de la saison 1981. Parvenant à prendre la tête du classement en début de saison, il consolide petit à petit sa place de leader et décroche son quatrième titre avec 312 points contre 296 pour Daniel Oppliger,.
Il annonce sa retraite sportive en 1984 puis devient entraîneur de l'équipe nationale de course en montagne.
Il entame ensuite une carrière d'artiste peintre amateur de manière autodidacte. Il se spécialise dans la réalisation de croquis à l'aquarelle. Il quitte par la suite son Grison natal et déménage à Mettmenstetten,,.

## Palmarès
| no  | masculin           | Course                                 | Longueur | Départ            | Temps           |
| --- | ------------------ | -------------------------------------- | -------- | ----------------- | --------------- |
| 1re | Médaille d'or      | Ascension du Monte Faudo               | 24,9 km  | 27 juin 1976      | 1 h 41 min 22 s |
| 1re | Médaille d'or      | Genève-Le Salève                       | 18,5 km  | 19 septembre 1976 | 1 h 9 min 12 s  |
| 2e  | Médaille d'argent  | Ascension du Mont Faron                | 14,7 km  | 19 mai 1977       | 51 min 36 s     |
| 1re | Médaille d'or      | Ascension du Monte Faudo               | 24,9 km  | 12 juin 1977      | 1 h 35 min 10 s |
| 1re | Médaille d'or      | Ascension du Monte Faudo               | 24,9 km  | 18 juin 1978      | 1 h 34 min 32 s |
| 2e  | Médaille d'argent  | Course de montagne du Danis            | 11,5 km  | 9 juillet 1978    | 47 min 0 s      |
| 1re | Médaille d'or      | Sierre-Zinal                           | 31 km    | 13 août 1978      | 2 h 40 min 18 s |
| 3e  | Médaille de bronze | Ascension du Mont Faron                | 14,7 km  | 4 juin 1979       | 53 min 8 s      |
| 1re | Médaille d'or      | Cross du Mont-Blanc                    | 22 km    | 1er juillet 1979  | 1 h 51 min 0 s  |
| 1re | Médaille d'or      | Course de montagne du Kitzbüheler Horn | 12,9 km  | 24 août 1980      | 1 h 0 min 13 s  |
| 3e  | Médaille de bronze | Ascension du Mont Faron                | 14,7 km  | 19 avril 1981     | 51 min 17 s     |

## Records
| Épreuve  | Performance    | Date           | Lieu                     |
| -------- | -------------- | -------------- | ------------------------ |
| Marathon | 2 h 27 min 2 s | 2 juillet 1978 | Saint-André-Treize-Voies |